# Mount Reimer
Mount Reimer är ett berg i Antarktis. Det ligger i Västantarktis. Chile gör anspråk på området. Toppen på Mount Reimer är 2 430 meter över havet.
Terrängen runt Mount Reimer är huvudsakligen kuperad, men åt nordost är den bergig. Trakten är obefolkad. Det finns inga samhällen i närheten. 